# Родина слышит
«Родина слышит» — песня, написанная Дмитрием Шостаковичем на слова Евгения Долматовского в 1950 году. Советская массовая песня первоначально создавалась как «песня-пеленг» для лётчика — персонажа несостоявшейся сценической постановки. Стала известна в исполнении солиста и хора, а особую популярность приобрела после того, как её спел Юрий Гагарин в первом космическом полёте. Мелодия использовалась как позывной «Последних известий» Всесоюзного радио.
Замысел «песни-пеленга» возник в 1942 году у служившего военным корреспондентом поэта Евгения Долматовского при наблюдении за работой радиста на военном самолёте. В 1950 году Долматовский для своей пьесы в стихах «Мир» написал текст песни «Родина слышит». Музыку к ней написал композитор Дмитрий Шостакович, с которым Долматовский сотрудничал ранее. Ноты и грампластинки вышли в свет в 1951 году, после отказа от постановки пьесы. Текст состоящей из трёх куплетов лирико-эпической песни описывает полёт преодолевающего трудности героя, за которым наблюдает Родина. Музыка написана в до мажоре в девятидольном метре, и имеет сходство с ранними работами Шостаковича и русской академической музыкой.
Премьерное исполнение песни в 1950 году солистом Женей Талановым в сопровождении а капелла хора русской песни под управлением Александра Свешникова получило широкое распространение и высоко ценилось Шостаковичем и Долматовским . Также публиковались другие исполнения солистом-дискантом, сопрано, или тенором в хоровом, либо в инструментальном сопровождении. С 1957 года фрагмент мелодии стал позывным сигналом транслировавшейся несколько раз в день радиопередачи Всесоюзного радио «Последние известия», что сделало песню наиболее часто исполняемым произведением Шостаковича. После первого космического полёта в 1961 году распространявшийся советской прессой факт исполнения песни космонавтом Юрием Гагариным усилил популярность песни. «Родина слышит», вместе с тремя другими песнями из неопубликованной пьесы, вошла в сюиту Шостаковича «Четыре песни на слова Долматовского для голоса и фортепиано» (сочинение 86). Сюита исполняется редко, запись полного исполнения опубликована в 1998 году.
Музыковеды отмечают сдержанную выразительность и искреннюю красоту песни, выражающей советский идеализм без типичного пафоса сталинистского искусства, и включают её в число лучших проявлений как творчества Долматовского, так и той части наследия Шостаковича, которая относима к официальной советской музыке. Близкие Шостаковичу современники находят в песне, наряду с надеждой и утешением, горечь, грусть и горький юмор. Анализируя текст песни, исследователи отмечают сочетание традиционного образа Родины-матери с акцентом на её всеведение и могущество. Интерпретации варьируются от выражения идеального образа заботливой Родины до скрытого подтекста о тотальной слежке за гражданами. Отмечается двойственность послания, объединяющего любовь и подозрительность, что отражает противоречивый советский менталитет, в котором забота и контроль неразрывно связаны.
«Родина слышит» стала массовой песней в СССР, превратившись в элемент патриотического воспитания и неофициальный гимн. Широко исполняемая академическими и детскими хорами, песня сохраняет свою роль и в постсоветской России. Фраза «Родина слышит, родина знает» стала популярным устойчивым выражением с двойственным патриотическим и ироническим смыслом. Эту амбивалентность отмечали писатели и сам Шостакович, иронически ассоциируя песню с прослушиванием КГБ. Двойственность отразилась и в постсоветском искусстве: художник Вася Ложкин на картине «Родина слышит» изобразил подслушивающих сотрудников спецслужб, завоевав успех даже среди прототипов персонажей, а в художественной литературе песня могла иллюстрировать «двойную мораль» советского общества или подвергаться ироничной деконструкции. Песня стала объектом постмодернистских экспериментов в музыке: от концептуального арт-панк исполнения группой «Коммунизм» Егора Летова до травестийного бурлеска в академической интерпретации Валентина Сильвестрова. «Родина слышит» стала элементом биографических постановок о Дмитрии Шостаковиче в кино («Альтовая соната») и в театре («Шум времени»), где её двойственный характер помог отразить драматизм жизненного пути композитора.

## История создания

### Замысел «песни-пеленга»

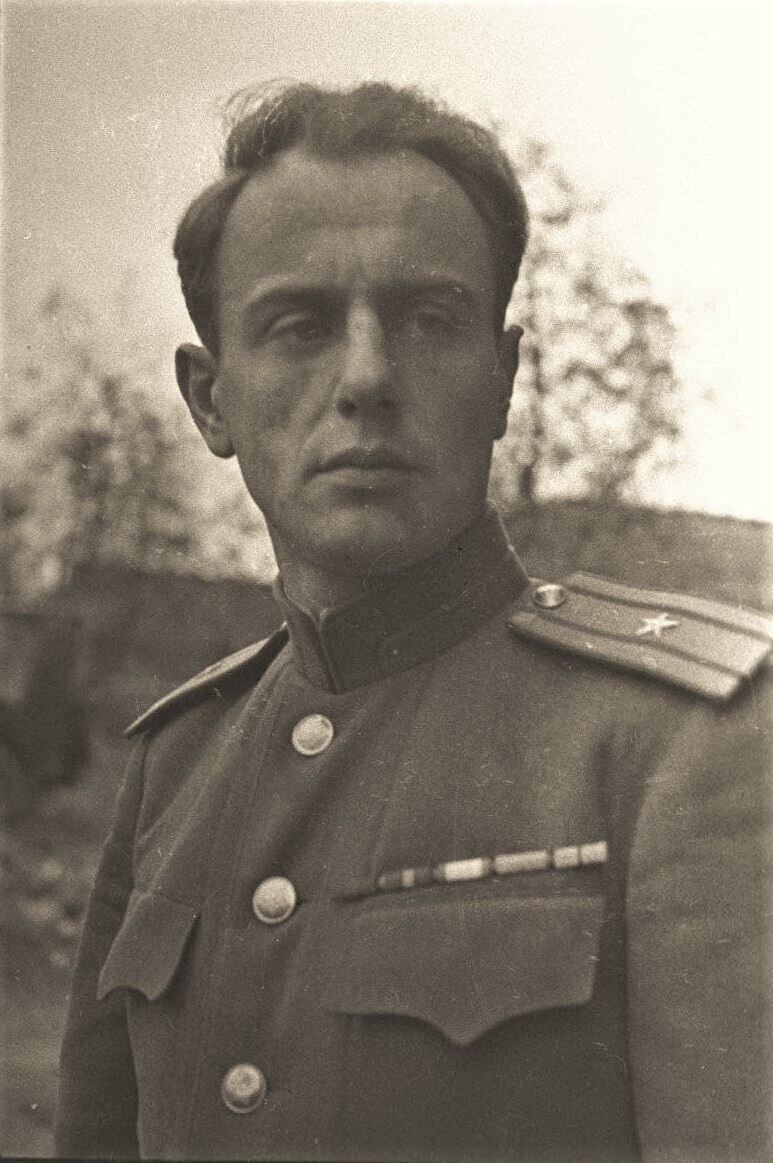
Военный корреспондент Евгений Долматовский (1945)

Согласно воспоминаниям поэта Евгения Долматовского, замысел написания «песни-пеленга» возник у него во время Великой Отечественной войны. В 1942 году, будучи военным корреспондентом, он находился на борту самолёта «Дуглас», который сбрасывал листовки за линией фронта. Самолёт возвращался на аэродром с помощью радиомаяка, и радист позволил Долматовскому послушать эфир через наушники. Поэт услышал транслируемую радиостанцией аэродрома песню «Помню я ещё молодушкой была» и решил создать собственную «песню-пеленг» специально для навигации, осознав, по его словам, «какое это счастье — своими словами звать самолёты домой». В том же году он написал стихотворение «Пеленг»: «…Узнав позывной Украины, // Над крышами горестных сёл // Пилот утомлённый машину // По песне, как лебедя, вёл…». Этот текст не был положен на музыку — композиторы Дмитрий Кабалевский и Иван Дзержинский отказались от  предложения работать с текстом, посчитав, что стихотворный рассказ о песне не подходит для песни. После войны поэт жил рядом с аэродромом Внуково и, сохраняя интерес к используемым для пеленга песням, настраивал приёмник на радиомаяк аэродрома.

### Долматовский и Шостакович

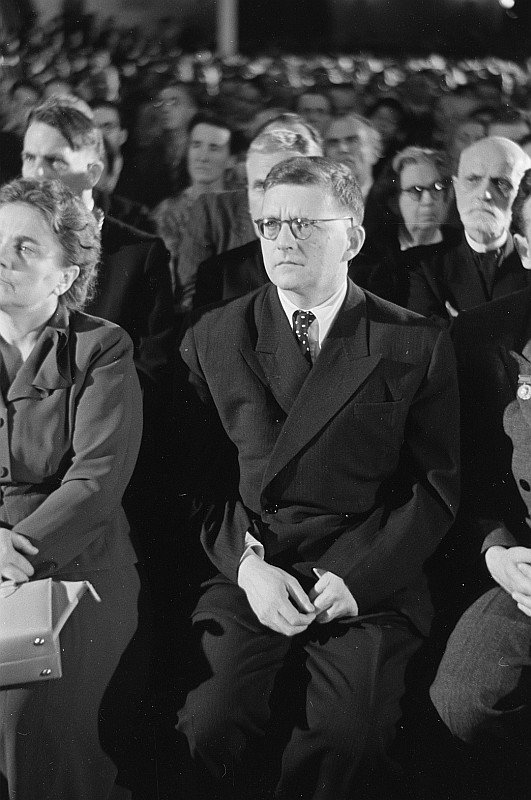
Дмитрий Шостакович (1950)

Первая совместная работа Долматовского и Шостаковича была заочной: для участия в 1943 году в конкурсном проекте гимна СССР композитор выбрал из 27 текстов разных поэтов стихи Долматовского («Славься, Отчизна Советов, // Вольных могучих народов семья»). Согласно официальной биографии, личное знакомство поэта с Шостаковичем состоялось в весной 1949 году во время поездки из Ленинграда в Москву на поезде «Красная стрела», музыковед Сэм Сильверман предполагает апокрифичность этой истории, составившей часть легенды «Песни о лесах» — по воспоминаниям Долматовского, эта содержавшая элементы массовой песни оратория была вдохновлена обсуждением попутчиками сталинского плана лесопосадок. 
Музыковед Полин Фэйрклаф называет период сотрудничества Долматовского с Шостаковичем вершиной карьеры популярного поэта, а их отношения, по её мнению, не были дружбой равных: Долматовский благоговел перед композитором, а Шостакович невысоко оценивал талант поэта, но уважал его поддержку и открытость к сотрудничеству, особенно в тяжёлый для Шостаковича период конца 1940-х годов, когда композитор был обвинён в формализме.

### Пьеса «Мир»
В 1950 году Долматовский работал в Москве над пьесой в стихах «Мир», постановка которой планировалась в театре имени Маяковского режиссёром Николаем Охлопковым. Для пьесы поэт написал слова нескольких песен. В одной из сцен персонаж — бывший лётчик, а теперь участник советской мирной делегации — летит на иностранном самолёте через Альпы. Возникает буря, с которой не могут справиться пилоты, и герой вынужден сам сесть за штурвал. В этом полёте ему помогает «песня-пеленг» «Родина слышит». Долматовский отослал слова песен Дмитрию Шостаковичу, который работал над музыкой к ним в Москве. В 1950 году пьеса «Мир» была одобрена к постановке цензурным органом — Главным управлением по контролю за зрелищами и репертуаром. 

### Отмена постановки пьесы
Из-за разногласий с требовавшим переделок текста режиссёром, Долматовский отказался от постановки и публикации пьесы и вспоминал, что ему было неудобно перед композитором из-за того, что написанные для спектакля песни не попали на сцену. Тем не менее, Шостакович подготовил к исполнению первый вариант песни «Родина слышит» для хора без инструментального сопровождения, песню исполнил в 1950 году хор под управлением А. В. Свешникова, солировал Женя Таланов; текст песни, ноты и грампластинки опубликованы в 1951 году. «Родина слышит» и другие песни к несостоявшемуся спектаклю вошли в сюиту «Четыре песни на слова Долматовского». Текст неопубликованной пьесы «Мир» и ноты песен к ней хранятся в Российском государственном архиве литературы и искусства.

## Слова

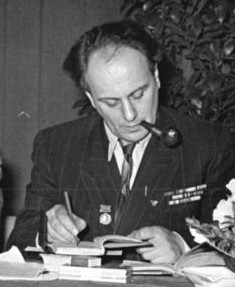
Евгений Долматовский (1954)

Каждая из трёх сочинённых Долматовским строф начинается со слов «Родина слышит // Родина знает», позже эта фраза воспринималась двусмысленно. В лирико-эпической песне за героем наблюдают кремлёвские звёзды (метонимически обозначающие Советский Союз), упоминаются нелёгкая борьба с преградами и защита дела мира; стихотворение заканчивается призывом «Будь непреклонным, товарищ!». Текст первого куплета:
Родина слышит,

Родина знает,

Где в облаках её сын пролетает.

С дружеской лаской, нежной любовью

Алыми звёздами башен московских,

Башен кремлёвских,

Смотрит она за тобою.

<…>
Приём изменения стихотворного размера в строках создаёт ощущение одновременно «космического расстояния» и камерности, тот же подход Долматовский позже использовал в песне «Я — Земля» из фильма 1963 года «Мечте навстречу». Начальные строки схожи со строфою стихотворения Осипа Мандельштама 1937 года «Пароходик с петухами…»: «И, паяльных звуков море // В перебои взяв, // Москва слышит, Москва смотрит, // Зорко смотрит в явь», что может объясняться использованием общих советских газетных клише. В тексте песни использован приём динамизации стиха путём последовательного введения в текст глагольных элементов: «Родина слышит, // Родина знает, // Как нелегко её сын побеждает, // Но не сдаётся,… // …ты утверждаешь. // Ты защищаешь…», что роднит песню с текстами русской рок-поэзии 1980-х годов. В 1951 году слова песни были опубликованы в сборнике стихотворных сочинений Долматовского, с указанием 1950 года создания текста.

## Музыка
Песня написана в размере 9
8 в до мажоре, редко отклоняясь от этой тональности, в светлой по колориту музыке преобладает диатоническое начало. Живая мелодия сопровождается убаюкивающим хоровым аккомпанементом, партитура содержит партию солиста, поющего слова песни, и хоровые партии для четырёх голосов без текста с указанием «закрытым ртом»; указан темп Allegretto poco moderato, либо «Торжественно» (Maestoso). Также существуют авторские аранжировки для солиста и фортепиано; для солиста, фортепиано и хора. Автографы аранжировок хранятся в Российском национальном музее музыки и в семейном архиве Шостаковича.

### Влияние других произведений
По мнению музыковеда Ирины Степановой, родственный песне образный строй — не содержащий конфликта и внутреннего напряжения — впервые встречается у Шостаковича в шестой части «Будущая прогулка» оратории «Песнь о лесах» на слова Долматовского (сочинение 81, 1949 год). Музыковед Татьяна Егорова упоминает сходство со вступительным ноктюрном из кинофильма «Зоя», а искусствовед Джон Райли находит во вступлении «Родина слышит» общность с началом «Песни о Зое», написанной Шостаковичем для того же фильма (сочинение 64 № 31, 1943—1944 годы, слова Константина Симонова: «Родная земля родила её, смелую,…»). По мнению музыковеда Галины Копытовой, мелодия баркаролы — трио Старика, Земфиры и Алеко из ранней (до 1923 года) оперы Шостаковича «Цыгане» характером и оборотами предвосхищает песню «Родина слышит».
Музыковед Софья Хентова отмечает, что в «Родина слышит» композитор «придал иной образный смысл» привычным интонациям песни Веденецкого гостя («…Город прекрасный, город счастливый, // Моря царица, Ве́денец славный!..») из оперы Николая Римского-Корсакова «Садко» (1896 год). Музыковед Ольга Домбровская приводит это сходство как пример использования в кинематографической и сценической музыке Шостаковича варьированно тиражируемого интонационно-тематического комплекса из заготовленного музыкального материала.
По мнению ряда авторов — музыковеда Михаила Друскина, писателя и музыканта Леонида Гиршовича, публициста Александра Алиева — трёхдольный ритм и мелодическая основа песни «Родина слышит» восходит к русскому гимну «Коль славен наш Господь в Сионе» (композитор Дмитрий Бортнянский, слова Михаила Хераскова, 1794 год).
Музыковед Юрий Корев находит влияние на музыку Шостаковича интонации поэзии Александра Пушкина не только в песне «Прощание» из цикла «Четыре монолога на стихи А. С. Пушкина» (сочинение 91, 1952 год), но и в «Родина слышит».

## Исполнения

### Хор Александра Свешникова и Женя Таланов
Премьера песни состоялась в 1950 году в Большом зале Московской консерватории, песню исполнил без инструментального сопровождения Государственный хор русской песни под управлением Александра Свешникова, солировал двенадцатилетний Женя Таланов. Хор и юного солиста подобрал сам Шостакович, который часто готовил сочинения для конкретного исполнителя. Запись этого исполнения широко транслировалась по радио и издавалась на грампластинках (впервые — в 1951 году). Выступление Таланова отметил музыковед Валериан Богданов-Березовский в рецензии на концерт 1952 года, также это исполнение высоко ценили Долматовский и Шостакович. Позже Евгений Таланов окончил Московскую консерваторию, работал хормейстером в Хоровом училище имени Свешникова, преподавал в Музыкальном училище имени Гнесиных, стал профессором Московской консерватории, в 1990-е годы работал в управлении по делам музыкального искусства правительства Москвы, затем преподавал в Германии.

### Советские исполнители
В Советском Союзе издавались пластинки с исполнением сопрано Нины Поставничевой в сопровождении хора Радиокомитета СССР (1951 год); Государственного хора Литовской ССР под управлением Конрадаса Кавяцкаса (1960 год); Краснознамённого ансамбля Советской армии и тенора Евгения Беляева (1977 год, песня входит в репертуар ансамбля с 1952 года, инструментовка для оркестра русских народных инструментов публиковалась в 1975 году); Большого детского хора СССР под управлением Виктора Попова, солист Дима Голов (1982).

### Позывные Всесоюзного радио
Первые два такта мелодии песни, исполняемой на электрооргане и сведённой со звуками, похожими на радиосигналы («бипы») первого искусственного спутника Земли после запуска «Спутника-1», в 1957 году стали обозначать начало радиопередачи Всесоюзного радио «Последние известия». Семиотически структура граничного сигнала радиопередачи составлена из нескольких разнородных знаковых систем: музыкальный код (первый такт песни), индексальный разграничитель (звук спутника), снова музыка, затем речь диктора. Позывные «Последних известий» транслировались несколько раз в день, сделав песню наиболее часто исполняемым произведением Шостаковича. Культуролог Елена Тимошенко называет эти «излучающие уверенность и бодрость» позывные сигналы трансляцией советским радио тоталитарного мифа, а композитор Антон Сафронов — «звуковым символом советского благоденствия эпохи научно-технической революции».

### Юрий Гагарин

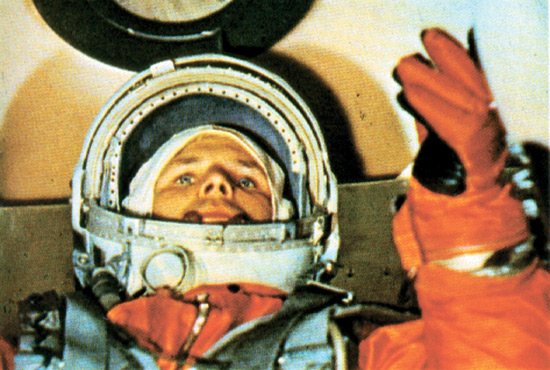
Юрий Гагарин перед стартом

Во время первого пилотируемого космического полёта 12 апреля 1961 года песню исполнил Юрий Гагарин, что было широко обнародовано советской прессой, усилив популярность песни. Например, в публикации от 14 апреля утверждалось, что Гагарин «…был полон радости, когда коснулся Земли. Когда спускался, то пел песню: „Родина слышит, Родина знает…“»; в опубликованном 15 апреля интервью космонавт на вопрос корреспондента о приземлении отвечает: 
Погода была отличная. Небольшая облачность, солнце, ветерок. И когда надо мной раскрылся парашют и я ощутил крепкие стропы — запел! Запел во весь голос, что называется — на всю Вселенную: «Родина слышит, Родина знает, где в облаках её сын пролетает…»
В автобиографии Гагарин описывает это эпизод так: «Было ясно, что все системы сработали отлично и корабль точно идёт в заданный район приземления. От избытка счастья я громко запел любимую песню: Родина слышит, Родина знает...». Отсутствие упоминания парашюта связано с засекречиванием факта приземления космонавта вне корабля, что противоречило условиям регистрации мирового рекорда Международной авиационной федерацией.  

В опубликованной в 2001 году стенограмме переговоров космонавта с Землёй (не включающей последние полчаса полёта) упомянуто, что Гагарин насвистывает мотив песни перед стартом, об этом также вспоминал конструктор Олег Ивановский, который повторно закрывал люк корабля перед стартом: 
Заметил, что Юрий, чуть приподняв левую руку, внимательно смотрит на меня в маленькое зеркальце, пришитое на рукаве, и тихонько насвистывает мотив песни: «Родина слышит, Родина знает…»
Ивановский предполагает, что перед этим эпизодом песня могла звучать среди транслировавшихся в кабину по радиосвязи.
Филологи Елена Омельченко и Елизавета Осокина предполагают, что выбор этой песни связан с ощущаемой космонавтом на фоне трудностей и рисков полёта близостью с лирическим героем песни. Музыковед Габриэла Корниш называет песню идеальным вариантом для космонавта из-за подходящего текста и удобной тональности мелодии, которая «охватывает поющего и слушателя знакомой теплотой, давая земную передышку от отрешённости космоса». По мнению Корниш, обычно поющаяся детским хором и юным солистом песня перекликалась с мальчишеским обаянием Гагарина, а «космическое» исполнение популярного произведения стало одним из проявлений скромности и открытости космонавта, усиливая его близость с народом.

### Позднесоветские и постсоветские исполнения
Песня «Родина слышит», исполненная а капелла Олегом «Манагером» Судаковым и Егором Летовым, в 1989 году вошла в экспериментальный и, по мнению Летова, самый неудачный альбом концептуальной арт-панк группы «Коммунизм», также названный «Родина слышит» — по определению журналиста Дмитрия Вебера, «раблезианское надругательство над советским уютом» (в 1994 году Летов пишет отсылающее к песне стихотворение «Родина видит // Родина знает…»). Дмитрий Хворостовский выпустил версию, в которой архивная фонограмма поющего мальчишеским голосом под аккомпанемент фортепиано Хворостовского (1973 год) переходит в запись 2004 года, где выросший певец продолжает песню баритоном в сопровождении оркестра. Начиная с 1998 года «Родина слышит» публиковалась в составе четырёх песен сюиты, исполняемых сопрано в сопровождении фортепиано.

## Сюита «Четыре песни на слова Долматовского»
«Родина слышит» и другие песни, первоначально написанные для не увидевшей постановки и публикации пьесы «Мир», вошли в песенную сюиту Шостаковича «Четыре песни на слова Евгения Долматовского для голоса и фортепиано», сочинение 86.
Состав сюиты:
1. Родина слышит. Allegretto poco moderato (2:32)
2. Выручи меня («Протекли за оградой колючей мои молодые года…»). Moderato (2:07)
3. Любит — не любит («Есть девушек много у нас в городке…»). Allegretto (2:08)
4. Колыбельная («Спи мой хороший, спи мой родной…»). Moderato (2:46)[30][73][74]

Участвовавший в премьерной записи сюиты пианист и музыковед Юрий Серов отмечает, что популярная «Родина слышит» придаёт значительно менее известной сюите «общественную легитимность», но, несмотря на смену хорового аккомпанемента на фортепиано, контрастирует с остальными тремя песнями.
В песне «Любит — не любит» обозреватель Луи Блуа находит сходство с темой фильма 1951 года «Незабываемый 1919 год» (сочинение 89 Шостаковича), а в фигурации аккомпанемента песен 2, 3 и 4 — с Прелюдией № 17 из создававшегося композитором в то же время цикла «24 прелюдии и фуги» (сочинение 87).
Музыковеды Франсис Мас и Марк Мацулло находят в этих трёх песнях влияние музыки эпохи романтизма. Мас определяет их как изящно составленный пастиш характеристических пьес и песен начала XIX века и сравнивает их вневременную наивную красоту с изысканными иллюстрациями в советских детских книжках. Например, в песне «Выручи меня», в архаизированном сюжете которой героиня мечтает, чтобы её спас из плена «…Как в чудесной сказке // Рыцарь молодой // С красною звездой // На зелёной каске…», Шостакович в духе Франца Шуберта обозначает сменой тональности фа минор на ля-бемоль мажор переходы героини от страдания к радости ожидания, дополнительно подчёркивая их характерной для немецкого романтизма сменой двухдольного метра на трёхдольный. Песня «Колыбельная», написанная в ми миноре с подходящими сюжету пьесы словами: «Спи мой хороший, бедный ты мой // Тучи нависли угрюмою тьмой…», в сюиту вошла переделанной в оптимистическом духе, с текстом: «Спи мой хороший, // Спи мой родной // Ты появился зелёной весной…» и с мелодией, переведённой в ми мажор. В песне нет припева, используется остинатный аккомпанемент.
Сюита была написана летом 1951 года. Автографы нот песен 1, 3 и обоих вариантов «Колыбельной» хранятся в Российском национальном музее музыки, а рукописная копия части 2 — в Российском государственном архиве литературы и искусства. По предположению Джерарда Макберни, часть 2 могла быть создана отдельно от других и включена в сюиту позже. Ноты песен 1, 3 и 4 публиковались в 1951 году, а песен 1, 2 и 4 — в 1958, в том же году ноты «Колыбельной» также публиковались в ГДР с немецким переводом текста («Wiegenlied»). Полностью сюита была опубликована в сборнике 1982 года.

### Исполнения сюиты
Сюита редко исполняется. В 1953 году «Колыбельная» была исполнена в Большом зале Ленинградской Филармонии сопрано Деборой Пантофель-Нечецкой и пианистом Борисом Абрамовичем. Песня «Любит — не любит» вошла в изданный в 1972 году в Великобритании альбом коллектива Alexeyev Balalaika Ensemble, солистка Аня Холден. Полные исполнения всех четырёх песен сюиты выпускались на компакт-дисках в составе сборников песен Шостаковича: запись 1998 года исполнения песен сюиты сопрано Викторией Евтодьевой и пианистом Юрием Серовым публиковалась в 1998 и 2001 годах, а запись 2016 года сопрано Елены Зеленской и пианистки Евгении Чеглаковой — в 2017 году.

## Оценки, культурное влияние

### Восприятие
По мнению Полин Фэйрклаф, сюита «Четыре песни на слова Долматовского» незаслуженно пострадала из-за сложившегося среди современников композитора и западных исследователей Шостаковича образа Долматовского как «официально одобренного» посредственного поэта-конъюнктурщика. Исследовательница называет песню «Родина слышит» вероятно наиболее знаменитым творением Долматовского и находит в ней искреннюю красоту: по словам Фэйрклаф и слова, и мелодия песни просты и наивны, вместе они производят незабываемое впечатление. Музыковед Сергей Уваров определяет песню как «проникнутый советским идеализмом светлый гимн». Музыковед и участник записи сюиты «Четыре песни…» Юрий Серов считает песню «вокальным шедевром». Композитор и музыковед Антон Сафронов среди тех произведений Шостаковича, которые можно отнести к официальной советской музыке, самым выдающимся определяет песню «Родина слышит», отмечая, что песня далека от пафоса типичной музыки периода сталинизма, но восхищает «сдержанной выразительностью, ощущением застывшего неба и разреженного воздуха, передаваемым почти неподвижным аккомпанементом».
Музыковед Людмила Михеева-Соллертинская называет песню «прекрасной» среди ряда соответствующих идеологии того времени работ и одновременно находит в ней «горький юмор» композитора, также выраженный в песне «горький юмор» упоминает музыковед Татьяна Крицкая, ссылаясь на музыковеда Марину Сабинину, и добавляя: «хотела ли Родина хоть что-то слышать или знать?». Близко знавшая Шостаковича музыкальная журналистка Бетти Шварц, полемизируя с недооценкой создававшейся на заказ музыки, приводит как пример вкладываемого композитором в такие работы таланта, внутренней боли и сострадания к миру звучащие в песне «сиротство, надежду и утешение». Сын Дмитрия Шостаковича музыкант Максим Шостакович считает, что «Родина слышит» — «очень грустная песня. Родина ведь на самом деле слышит и знает, это песня от лица мальчика, который понимает, что к чему, это не агитка…».

### Анализ
Пишущие под псевдонимом Рейн Карасти авторы Игорь Булатовский и Борис Рогинский находят в тексте выражение гётевского образа вечной женственности. Исследователи Олег и Татьяна Рябовы приводят песню как пример сочетания традиционной женской антропоморфизации образа Родины с типичным для эпохи холодной войны акцентом на силу и могущество, который выражен в тексте способностью Родины к абсолютному знанию. По мнению культуролога Марка Найдорфа, текст песни поэтически выражает максимально широкое понимание метафоры «Родина-мать» в рамках патерналистской системы отношений к стране, покровительственно опекающей своих «сынов». Искусствовед Елена Петрушанская-Авербах считает песню примером «социалистического вопрекизма» — ответа искусства на моральное разложение и извращение идеалов «освобождения человечества» в послевоенный период правления Иосифа Сталина. По мнению Петрушанской-Авербах, явный смысл текста — это «оккультная молитва к чистому, идеальному и недостижимому образу любящей всех своих сыновей Родины-матери», а скрытый подтекст — слежка, которой «мать» подвергает «детей». Исследователи образования Анатолий Вырщиков и Михаил Кусмарцев утверждают, что важным в тексте «Родина слышит, Родина знает…» для советской аудитории было не то, «как именно Родина это знает», но «постоянное присутствие любого человека в сфере заботы о нём Родины» и «личное переживание каждым» этой заботы.
По словам музыковеда Антона Сафронова, текст песни — «чистейший Оруэлл». Филолог Алима Штырова, анализируя упоминания песни в контексте исследования творчества писательницы Людмилы Петрушевской, утверждает, что «Родина слышит» проводит идею маскируемого заботой («дружеской лаской, нежной любовью») параноидального контроля централизованной власти за гражданами («все следят друг за другом, а Отец народов […] из Кремля следит за всей страной»). Противоречащие друг другу утверждения двойного послания песни Штырова формулирует следующим образом:
1. «ты ценен для Родины, она любит тебя и заботится о тебе, потому что ты достоин любви, уважения, заботы»;
2. «помни, за тобой следит вся страна, […] потому что подозревает, что ты можешь сделать неправильный шаг, то есть ты не заслуживаешь доверия, ты уже наполовину виновен».

По мнению Штыровой, одобряемый советским менталитетом выход из этого противоречия — принятие гражданином обоих противоречащих утверждений в духе постулируемой диалектическим материализмом триады «тезис — антитезис — синтез» и подобно «двоемыслию» у Джорджа Оруэлла, в результате чего человек признаёт статус априори виновного перед властью, и принимает положение отчуждённого от самого себя объекта манипуляции.

### Массовая песня
В СССР «Родина слышит» стала массовой песней, наряду со множеством песен Долматовского и с написанными Шостаковичем «Песней о встречном» на слова Бориса Корнилова (сочинение 33, 1933 год) и «Песней о фонарике» на слова Михаила Светлова (1942 год). Сочинение относят к поджанрам советской массовой песни — гимническая песня и песня борьбы за мир.
Песня исполнялась академическими хорами, в том числе как часть приветственной программы для зарубежных делегаций; звучала в зарубежных гастролях советских исполнителей, на детских фестивалях и смотрах-конкурсах школьных хоров, вошла в число символов советского патриотического воспитания детей и подростков и воспринималась как «неофициальный гимн» страны. В постсоветской России песня продолжает исполняться современными детскими коллективами, и рекомендуется педагогической литературой как способствующая патриотическому и духовно-нравственному воспитанию школьников.

### «Гимн и позывные КГБ»
Фраза «Родина слышит, родина знает» стала устойчивой ассоциацией к слову «Родина», частью ритуализированного дискурса носителей русского языка и крылатым выражением, которое, в зависимости от отношения говорящего, может содержать два смысловых плана: патриотический восторг, либо иронию.
Эту двусмысленность фиксировали в записных книжках писатели Сергей Довлатов: «Гимн и позывные КГБ: „Родина слышит, родина знает…“» (записи 1967—1978 годов) и Венедикт Ерофеев: «Из того же (бдительного) цикла у Е. Долматовского. „Родина слышит, Родина знает… Алыми звёздами башен московских Башен Кремлёвских Смотрят они[sic] за тобою“» (1976 год). По предположению комментаторов, Довлатов записал известное ему распространённое высказывание.

Подобные ассоциации возникали и у самого Шостаковича: поэт Евгений Евтушенко в воспоминаниях о совместной работе с композитором в 1960-е годы упоминает такой эпизод:

Он [Шостакович] вдруг нервически расхохотался, когда к нему позвонил из Америки композитор Сэм Барбер, а кто-то их явно начал подслушивать и даже, как бы по-дружески предупреждая об этом, кашлянул в трубку.

— Воображаю, как в их Главном Подслушивательном Центре сидит кто-нибудь и переставляет, переключает бесчисленные проводочки, напевая мою песенку: «Родина слышит, Родина знает…»

### В изобразительном искусстве

Вася Ложкин. «Родина знает»

Тему двусмысленности названия песни продолжили постсоветские авторы. Художник-примитивист Вася Ложкин в 2010-е годы создал «за полчаса на маленьком кусочке холста» картину под названием «Родина знает», изобразив мрачных мужчин в серых костюмах и наушниках на фоне магнитофона и надписи «Родина слышит». По словам художника, эта картина «очень нравится тем людям, которые на ней изображены», пользуется популярностью у сотрудников спецслужб. Филологи Ольга Глушенкова и Татьяна Загидулина находят в картине иллюстрацию сакрализации власти через противоречие между представлением о её справедливой организующей силе и закрытости её рычагов, «всепроникающих, всеведущих сил». Работающая в самоназванном жанре «постсоветского тотемизма» художница Маяна Насыбуллова создала в 2015—2017 годах серию работ стрит-арта «Родина слышит» — скульптурные уши, помещённые в современное городское пространство. Серия в духе концептуализма связывает архаичное изображение фрагмента тела с советским культурным контекстом слушающей и подслушивающей Родины.

### В литературе
Цитирование песни в рассказе Людмилы Петрушевской «Незрелые ягоды крыжовника» (1999 год) филолог Алима Штырова приводит как проявление «двойной морали» описываемого писательницей советского общества. В иронически деконструирующем песню тексте «Только Родина слышит и знает // чей там сын в облаках пролетел» концептуалистской поэмы Тимура Кибирова «Сквозь прощальные слёзы» (1987 год) филолог Нина Ильинская находит отражение присутствовавшей в советском обществе подозрительности и идеологической мобилизации; по мнению Романа Лейбова и соавторов, отсылка к песне сталинского периода в посвящённой хрущёвской оттепели четвёртой главе поэмы Кибирова связана с полётом не только Юрия Гагарина, но и Фрэнсиса Пауэрса — пилота сбитого над СССР в 1960 году американского разведывательного самолёта U-2.

### В музыке
По примеру спевшего «Родина слышит» Гагарина, в первой высадке на Луну 20 июля 1969 астронавт Базз Олдрин воспроизвёл магнитофонную запись песни «Fly Me To The Moon» в исполнении Фрэнка Синатры. Песня «Родина слышит» стала прообразом «Песни-пеленга», которую поют солист и хор мальчиков в повести Александра Рекемчука «Мальчики»; музыку к этой песне (припев: «Звезду найди, по ней одной сверяй свой шаг земной») в одноимённой экранизации 1971 года сочинил Владимир Терлецкий, тексты песен фильма написали Рекемчук и Ким Рыжов.
Искусствовед Владимир Чинаев находит интонации песни «Родина слышит» в третьей части («Утренняя серенада») сочинения украинского композитора Валентина Сильвестрова «Два диалога с послесловием для фортепиано» (2002) — пример постмодернистского использования культурного архетипа, подаваемого как травестийный бурлеск. Норвежские музыканты Мортен Стрёкснес и Амунд Сьёлье Свеен использовали мелодию как основу «гимна» своего проекта «Barents Liberation Army». Музыкальный парафраз песни «Родина слышит» содержит вдохновлённая первым космическим полётом пьеса американского композитора Даниэля Эйхенбаума для кларнета си-бемоль и двухканальной фонограммы «Gagarin» (2011).

### В биографических произведениях

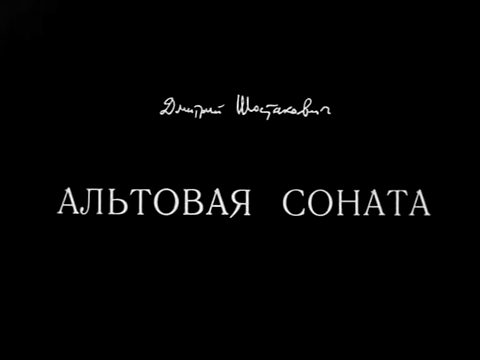
Начальный титр фильма «Альтовая соната» служит фоном для песни

В документальном биографическом фильме Семёна Арановича и Александра Сокурова «Альтовая соната. Дмитрий Шостакович» «Родина слышит» звучит дважды. В прологе песня звучит, сопровождая начальные титры на чёрном фоне, как, по словам музыкальной журналистки Майи Прицкер, «символ духовной силы, веры в будущее» и «эпиграф к рассказу» о композиторе. В заключительной части фильма песня начинает звучать сразу после текста, обвиняющего композитора в формализме, и демонстрации приказа об исключении Шостаковича из Ленинградской консерватории — кульминация повествования о травле композитора в 1948 году. Этот фрагмент Прицкер приводит как пример характерного для фильма контрастного слома и лаконичной метафоры. Далее «Родина слышит» продолжает звучать в сопровождении оптимистичных кадров открывающегося шлюза, а сразу после завершения песни зачитывается постановление о праздновании юбилея Шостаковича в 1956 году, затем фильм рассказывает о чествовании композитора. По мнению Полин Фэйрклаф, элегический фильм делает искреннюю красоту песни «трогательно ясной».
Песня звучит в посвящённой Шостаковичу театральной постановке «Шум времени» режиссёра Саймона Макбёрни, британской труппы Complicité и музыкантов «Эмерсон-квартета»; в постановке песня подаётся как пародия, гротеск Шостаковича. Показанная в спектакле двусмысленность и песни, и роли Шостаковича в стране открыла, по мнению присутствовавшей на нью-йоркской премьере (2000 год) критика Сары Боксер, «музыкальную и историческую истину», а российская критик Дина Годер посчитала эти темы слишком тривиальными для московских зрителей.

### Комментарии
1. ↑  По другим данным — в театре имени Вахтангова[12]
2. ↑  В каталоге Дерека Хьюма для сюиты указан состав исполнителей: «…для голоса и хора-вокализа а капелла (№ 1) и для голоса и фортепиано (№ 2, 3, 4)»[30]